# Dwór w Bukowinie Sycowskiej
Dwór w Bukowinie Sycowskiej – zabytkowy dwór wybudowany w miejscowości Bukowina Sycowska.
Dwór, obecnie dom nr 33, z pierwszej połowy XIX w.